# Based on a True Story
Based on a True Story – drugi studyjny album amerykańskiego rapera Macka 10. Został wydany 16 września 1997 roku w wytwórni Priority Records. Osiągnął 14. miejsce na Billboard 200 i 5. miejsce na Top R&B/Hip-Hop Albums. Singiel "Backyard Boogie" uplasował się na 23. miejscu Hot R&B/Hip-Hop Songs.
Gościnnie na albumie goszczą tacy raperzy jak Ice Cube, E-40, Snoop Dogg, Allfrumtha I czy The Comrads.

## Lista utworów
1. "Mack Manson" (Intro)
2. "Chicken Hawk II"
3. "Mack 10, Mack 10" (featuring Allfrumtha I & The Comrads)
4. "Bangin' Gears" (Insert)
5. "Backyard Boogie"
6. "Can't Stop" (featuring E-40)
7. "Tonight's the Night" (featuring Squeak Ru)
8. "Aqua Boogie" (Insert)
9. "The Guppies" (featuring Ice Cube)
10. "Inglewood Swangin'"
11. "Dopeman"
12. "What You Need? (Dopeman '97)"
13. "Only in California" (featuring Ice Cube & Snoop Dogg)
14. "Gangster Poem" (Insert)
15. "W/S Foe Life"
16. "Based on a True Story"